# 中向陽町
中向陽町（なかこうようちょう）は、大阪府堺市堺区にある地名。2024年現在の行政地名は中向陽町一丁から中向陽町二丁。住居表示は実施済。

## 地理
堺区の中央部に位置する。北は北向陽町、東は中田出井町、南は南向陽町、西は材木町東・車之町東に接する。西から順に一丁から二丁がある。

## 歴史

### 沿革
- 1932年（昭和7年）、堺市向陽町・車之町東1 - 4丁・田出井町・宿屋町東1 - 3丁・材木町東1 - 4丁の各一部より中向陽町成立。
- 1939年（昭和14年）、北向陽町1 - 2丁の一部を編入[6]。
- 2006年（平成18年）、堺市が政令指定都市に移行し、行政区を設置。中向陽町は堺区の所属となる。

## 世帯数と人口
2024年（令和6年）9月30日現在の世帯数と人口は以下の通りである。
| 丁           | 世帯数  | 人口  |
| ------------ | ------- | ----- |
| 中向陽町一丁 | 258世帯 | 388人 |
| 中向陽町二丁 | 33世帯  | 59人  |
| 計           | 291世帯 | 447人 |

### 人口の変遷
国勢調査による人口の推移。
| 1995年（平成7年）  | 594人 | [ 7 ]  |  |
| 2000年（平成12年） | 547人 | [ 8 ]  |  |
| 2005年（平成17年） | 513人 | [ 9 ]  |  |
| 2010年（平成22年） | 471人 | [ 10 ] |  |
| 2015年（平成27年） | 470人 | [ 11 ] |  |
| 2020年（令和2年）  | 474人 | [ 12 ] |  |

### 世帯数の変遷
国勢調査による世帯数の推移。
| 1995年（平成7年）  | 261世帯 | [ 7 ]  |  |
| 2000年（平成12年） | 271世帯 | [ 8 ]  |  |
| 2005年（平成17年） | 259世帯 | [ 9 ]  |  |
| 2010年（平成22年） | 250世帯 | [ 10 ] |  |
| 2015年（平成27年） | 262世帯 | [ 11 ] |  |
| 2020年（令和2年）  | 290世帯 | [ 12 ] |  |

## 学区
市立小・中学校に通う場合、学区は以下の通りとなる。
| 丁           | 番   | 小学校         | 中学校             |
| ------------ | ---- | -------------- | ------------------ |
| 中向陽町一丁 | 全域 | 堺市立錦小学校 | 堺市立殿馬場中学校 |
| 中向陽町二丁 | 全域 | 堺市立錦小学校 | 堺市立殿馬場中学校 |

## 事業所
2021年（令和3年）現在の経済センサス調査による事業所数と従業員数は以下の通りである。
| 丁           | 事業所数 | 従業員数 |
| ------------ | -------- | -------- |
| 中向陽町一丁 | 20事業所 | 76人     |
| 中向陽町二丁 | 16事業所 | 91人     |
| 計           | 36事業所 | 167人    |

## 交通

### バス
- 南海バス[15]
  - 9・9C・17・85・85L系統：中向陽町

### 道路
- 堺中央線（大阪府道30号大阪和泉泉南線）

## 郵便
- 郵便番号：590-0072[3]（集配局：堺郵便局[16]）。